# Barbora Plachá
Barbora Plachá (* 11. května 1988, Praha) je česká harfenistka, zakladatelka Harfového Ateliéru Arpeggio, Harfové školy Arpeggio, Pražského harfového festivalu a Norsk Harpe Akademi.

## Život a činnost
Barbora Plachá hraje nejen klasickou hudbu, ale účastní se i vícežánrových projektů a aktivně se věnuje historicky poučené interpretaci. Vystudovala Pražskou konzervatoř, Královskou konzervatoř v Bruselu ve třídě Jany Bouškové a Norskou hudební akademii v Oslo ve třídě francouzské harfenistky, Isabelle Perrinové. Své umění také zdokonalovala na masterclassech či pravidelných lekcích u významných hudebníků jako např. Pierre-Laurent Aimard, Andrew Manze, Knut Johanessen, Wolfgang Plagge, Leif Ove Andsnes, Masumi Nagasawová ad.
Patří k předním českým sólovým harfistkám mladší generace. Získala ocenění v národních a mezinárodních harfových a komorních soutěžích v Česku, Slovinsku, Polsku a Belgii. Jako koncertní umělkyně se Barbora představila po celé Evropě i ve světě (Asie, Mexiko atd.). Pravidelně vystupuje jako sólistka s orchestry a komorními soubory jak v Česku, tak v zahraničí.
Kromě belgického krále Alberta II. v roce 2017 hrála také pro norského krále Haralda V. k jeho 80. narozeninám.  
Její vystoupení natáčely např. Český rozhlas Vltava, Český rozhlas Jazz a v Norsku NRK Radio, Radio Klassisk. Vedle klasické hudby hrála také jazz s předními jazzovými hudebníky v České republice (David Dorůžka, Luboš Soukup, Jan Jirucha ad.) a v Norsku (Silje Nergaardová, Helge Sunde, Morten Gunnar Larsen ad.).
Se souborem SALOME – Pásmo písní Karla Kryla pro zpěv, harfu, klarinet a kytaru, zahrála přes 190 koncertů po celé České republice a na Slovensku. Vystupovala na prestižních hudebních festivalech v České republice i v cizině. Hrála s mnoha významnými klasickými umělci např. s Václavem Hudečkem, Petrem Nouzovským, Eli Kristin Hansveenovou, Magnusem Stavelandem ad. V Oslo je členkou souboru +47, hrajícím soudobou skandinávskou hudbu.
Na rozšíření sólového harfového repertoáru úzce spolupracuje s významnými skladateli, např. s Kjellem Habbestad, Marcusem Pausem ad, kteří ji věnovali své skladby. Harfový repertoár se také snaží rozšiřovat svými transkripcemi o české autory období romantismu, jako např. skladby Antonína Dvořáka, Bedřicha Smetany, Josefa Suka a Zdeňka Fibicha. Tyto transkripce začaly v roce 2020 vycházet ve speciální notové edici "Česká romantická hudba pro harfu".
V roce 2009 založila Harfovou školu Arpeggio a Norsk Harpe Academi v Oslo v roce 2017. Její studenti pravidelně vyhrávají mezinárodní harfové soutěže a Barbora je často zvána do jejich porot. Od září 2021 je také harfovou pedagožkou na Gymnáziu a hudební škole Hl. města Prahy.
Od roku 2011 zastupuje harfový ateliér Arpeggio/Harfy Camac Česká republika (jediný autorizovaný distributor francouzských harf Camac pro Českou republiku a Slovensko).
V roce 2014 založila Pražský Harfový Festival, kde je uměleckou ředitelkou. Jako jedna z mála harfistek z celého světa se intenzivně věnuje historicky poučené interpretaci hudby pozdního baroka a klasicismu na autentickou jednozářezovou harfu z 18. století. Hraje na unikátní francouzskou harfu Louis XVI z roku 1779 od harfařů Renault&Chatelain, která se nacházela na dvoře královny Marie Antoinetty a na tuto harfu interpretuje převážně díla českých klasicistních skladatelů. Na tuto harfu ji v únoru 2020 vyšlo její sólové debutové CD s hudbou Jana Křtitele Krumpholtze a Jana Ladislava Dusíka u vydavatelství ArcoDiva. Kromě jednozářezové harfy hraje na moderní pedálovou harfu Canopée francouzského firmy Camac a jazz a blues na Modrou harfu stejného výrobce.